# Simbal (distrito)
Simbal é um distrito do Peru, departamento de La Libertad, localizada na província de Trujillo.

## Transporte
O distrito de Simbal é servido pela seguinte rodovia:
- PE-10A, que liga o distrito de Trujillo à cidade de Quiruvilca
- LI-110, que liga o distrito à cidade de Sinsicap
- LI-105, que liga o distrito à cidade de Chicama [1][2][3]